# Arctosa hottentotta
Arctosa hottentotta là một loài nhện trong họ Lycosidae.
Loài này thuộc chi Arctosa. Arctosa hottentotta được Carl Friedrich Roewer miêu tả năm 1960.